# Temporada 2025 de Fórmula 1
La temporada 2025 de Fórmula 1 es la 76.ª temporada del Campeonato Mundial de Fórmula 1 de la historia. Es organizada por la Federación Internacional del Automóvil (FIA).

## Escuderías y pilotos
Los siguientes constructores y pilotos están actualmente bajo contrato para competir en el Campeonato Mundial de 2025. Todos los equipos compiten con neumáticos suministrados por la empresa Pirelli.
| Escudería                                     | Chasis              | Chasis   | Motor               | Neu. | N.º | Pilotos               | Siglas | Rondas | Pilotos de pruebas           |
| --------------------------------------------- | ------------------- | -------- | ------------------- | ---- | --- | --------------------- | ------ | ------ | ---------------------------- |
| McLaren Formula 1 Team                        | McLaren             | MCL39    | Mercedes-AMG F1 M16 | P    | 4   | Lando Norris          | NOR    | 1-14   | Alex Dunne                   |
| McLaren Formula 1 Team                        | McLaren             | MCL39    | Mercedes-AMG F1 M16 | P    | 81  | Oscar Piastri         | PIA    | 1-14   | Alex Dunne                   |
| Scuderia Ferrari HP                           | Ferrari             | SF-25    | Ferrari 066/12      | P    | 16  | Charles Leclerc       | LEC    | 1-14   | Dino Beganovic               |
| Scuderia Ferrari HP                           | Ferrari             | SF-25    | Ferrari 066/12      | P    | 44  | Lewis Hamilton        | HAM    | 1-14   | Dino Beganovic               |
| Oracle Red Bull Racing                        | Red Bull            | RB21     | Honda RBPTH002      | P    | 1   | Max Verstappen        | VER    | 1-14   | Ayumu Iwasa Arvid Lindblad   |
| Oracle Red Bull Racing                        | Red Bull            | RB21     | Honda RBPTH002      | P    | 22  | Yuki Tsunoda          | TSU    | 3-14   | Ayumu Iwasa Arvid Lindblad   |
| Oracle Red Bull Racing                        | Red Bull            | RB21     | Honda RBPTH002      | P    | 30  | Liam Lawson           | LAW    | 1-2    | Ayumu Iwasa Arvid Lindblad   |
| Mercedes-AMG PETRONAS Formula One Team        | Mercedes            | W16      | Mercedes-AMG F1 M16 | P    | 12  | Andrea Kimi Antonelli | ANT    | 1-14   | Frederik Vesti               |
| Mercedes-AMG PETRONAS Formula One Team        | Mercedes            | W16      | Mercedes-AMG F1 M16 | P    | 63  | George Russell        | RUS    | 1-14   | Frederik Vesti               |
| Aston Martin Aramco Formula One Team          | Aston Martin Aramco | AMR25    | Mercedes-AMG F1 M16 | P    | 14  | Fernando Alonso       | ALO    | 1-14   | Felipe Drugovich             |
| Aston Martin Aramco Formula One Team          | Aston Martin Aramco | AMR25    | Mercedes-AMG F1 M16 | P    | 18  | Lance Stroll          | STR    | 1-14   | Felipe Drugovich             |
| BWT Alpine Formula 1 Team                     | Alpine              | A525     | Renault E-Tech RE25 | P    | 7   | Jack Doohan           | DOO    | 1-6    | Ryō Hirakawa                 |
| BWT Alpine Formula 1 Team                     | Alpine              | A525     | Renault E-Tech RE25 | P    | 10  | Pierre Gasly          | GAS    | 1-14   | Ryō Hirakawa                 |
| BWT Alpine Formula 1 Team                     | Alpine              | A525     | Renault E-Tech RE25 | P    | 43  | Franco Colapinto      | COL    | 7-14   | Ryō Hirakawa                 |
| MoneyGram Haas F1 Team                        | Haas                | VF-25    | Ferrari 066/12      | P    | 31  | Esteban Ocon          | OCO    | 1-14   | Ryō Hirakawa                 |
| MoneyGram Haas F1 Team                        | Haas                | VF-25    | Ferrari 066/12      | P    | 87  | Oliver Bearman        | BEA    | 1-14   | Ryō Hirakawa                 |
| Visa Cash App Racing Bulls Formula One Team   | Racing Bulls        | VCARB 02 | Honda RBPTH002      | P    | 6   | Isack Hadjar          | HAD    | 1-14   |                              |
| Visa Cash App Racing Bulls Formula One Team   | Racing Bulls        | VCARB 02 | Honda RBPTH002      | P    | 22  | Yuki Tsunoda          | TSU    | 1-2    |                              |
| Visa Cash App Racing Bulls Formula One Team   | Racing Bulls        | VCARB 02 | Honda RBPTH002      | P    | 30  | Liam Lawson           | LAW    | 3-14   |                              |
| Atlassian Williams Racing                     | Williams            | FW47     | Mercedes-AMG F1 M16 | P    | 23  | Alexander Albon       | ALB    | 1-14   | Luke Browning Victor Martins |
| Atlassian Williams Racing                     | Williams            | FW47     | Mercedes-AMG F1 M16 | P    | 55  | Carlos Sainz Jr.      | SAI    | 1-14   | Luke Browning Victor Martins |
| Stake F1 Team Kick Sauber Kick Sauber F1 Team | Kick Sauber         | C45      | Ferrari 066/12      | P    | 5   | Gabriel Bortoleto     | BOR    | 1-14   | Paul Aron                    |
| Stake F1 Team Kick Sauber Kick Sauber F1 Team | Kick Sauber         | C45      | Ferrari 066/12      | P    | 27  | Nico Hülkenberg       | HÜL    | 1-14   | Paul Aron                    |
| Fuentes:                                      |                     |          |                     |      |     |                       |        |        |                              |

### Cambios de pilotos

#### En pretemporada
- Lewis Hamilton abandonó Mercedes para fichar por Ferrari en sustitución de Carlos Sainz Jr.,[4] quien dejó el equipo tras cuatro temporadas y recaló en Williams en sustitución de Logan Sargeant y Franco Colapinto.[21] El argentino, a su vez, firmó un contrato multianual con Alpine, comenzando la temporada como piloto reserva.[26]
- Nico Hülkenberg dejó Haas después de la temporada 2024 para pasarse a Kick Sauber.[23]
- Oliver Bearman oficializó su promoción a la Fórmula 1 con Haas, firmando un contrato multianual.[17]
- Kevin Magnussen abandonó el equipo Haas después de la temporada 2024.[27]
- Esteban Ocon anunció su marcha del equipo Alpine tras cuatro temporadas.[28] Pasó a Haas en reemplazo de Magnussen.[16] Jack Doohan llegó a Alpine como reemplazo de Ocon.[12]
- Andrea Kimi Antonelli dio el salto a la Fórmula 1 de la mano de Mercedes en sustitución de Lewis Hamilton.[8]
- Valtteri Bottas y Guanyu Zhou abandonaron el equipo Kick Sauber una vez finalizada la temporada 2024.[29] El brasileño, campeón de la temporada 2024 de Formula 2, Gabriel Bortoleto ascendió a la Fórmula 1 para ocupar el segundo asiento.[22]
- Sergio Pérez dejó de ser piloto de Red Bull después de cuatro temporadas.[30] El neozelandés Liam Lawson ascendió al equipo principal después de estar mitad de temporada en 2024 con el equipo Racing Bulls.[7]
- Isack Hadjar, subcampeón 2024 de Fórmula 2, ocupa el asiento que dejó libre Liam Lawson en Racing Bulls.[18]

#### En temporada
- Tras un bajo desempeño de Liam Lawson con Red Bull en las primeras dos carreras, Yuki Tsunoda ascendió al equipo a partir del Gran Premio de Japón, mientras que el neozelandés volvió a Racing Bulls.[6]
- Franco Colapinto, expiloto de Williams, sustituye a Jack Doohan en Alpine a partir del Gran Premio de Emilia-Romaña.[15]

### Cambios de escuderías

#### En pretemporada
- El CEO del equipo RB reveló que el equipo sufrió un pequeño cambio en el nombre para la temporada 2025, pasando a llamarse oficialmente «Racing Bulls».[31]
- La empresa australiana de software Atlassian se unió a Williams para ser su patrocinador principal.[32]

#### En temporada
- Kick Sauber corre bajo el nombre de «Kick Sauber F1 Team» en los Grandes Premios donde se encuentran vigentes las leyes antijuego.[33]
- Tras el Gran Premio de Miami, Oliver Oakes anunció su salida como director general del equipo Alpine. Su lugar es ocupado por el asesor ejecutivo del equipo, Flavio Briatore.[34]

## Calendario de presentaciones
El calendario de presentaciones para la temporada 2025 fue el siguiente:
| Escudería           | Chasis   | Imagen | Fecha         | Lugar       |
| ------------------- | -------- | ------ | ------------- | ----------- |
| McLaren             | MCL39    |        | 13 de febrero | Silverstone |
| Williams            | FW47     |        | 14 de febrero | Silverstone |
| Haas                | VF-25    |        | 16 de febrero | Silverstone |
| Ferrari             | SF-25    |        | 18 de febrero | Londres     |
| Kick Sauber         | C45      |        | 18 de febrero | En línea    |
| Racing Bulls        | VCARB 02 |        | 19 de febrero | Imola       |
| Aston Martin Aramco | AMR25    |        | 23 de febrero | En línea    |
| Alpine              | A525     |        | 24 de febrero | Sakhir      |
| Mercedes            | W16      |        | 24 de febrero | En línea    |
| Red Bull            | RB21     |        | 25 de febrero | En línea    |

## Entrenamientos

### Pretemporada
Las pruebas de pretemporada que se han confirmado se disputaron del 26 al 28 de febrero de 2025 en el circuito Internacional de Baréin, Sakhir (Baréin).
| Circuito                                            | Mapa del circuito    | Resultados    | Resultados | Resultados       | Resultados        | Resultados  | Resultados   | Resultados | Resultados |
| --------------------------------------------------- | -------------------- | ------------- | ---------- | ---------------- | ----------------- | ----------- | ------------ | ---------- | ---------- |
| Circuito Internacional de Baréin Longitud: 5,412 km |                      | Fecha         | Fecha      | N.º              | Piloto            | Constructor | Mejor tiempo | Neu.       | Vueltas    |
| Circuito Internacional de Baréin Longitud: 5,412 km | Día 1                | 26 de febrero | 4          | Lando Norris     | McLaren-Mercedes  | 1:30.430    | M            | 51         |            |
| Circuito Internacional de Baréin Longitud: 5,412 km | Día 2                | 27 de febrero | 55         | Carlos Sainz Jr. | Williams-Mercedes | 1:29.348    | M            | 126        |            |
| Circuito Internacional de Baréin Longitud: 5,412 km | Día 3                | 28 de febrero | 63         | George Russell   | Mercedes          | 1:29.545    | M            | 91         |            |
| Circuito Internacional de Baréin Longitud: 5,412 km | Resultados completos |               |            |                  |                   |             |              |            |            |

## Calendario

Los países que acogerán un Gran Premio esta temporada están coloreados de verde con la ubicación del circuito señalada con un punto negro; los países que han acogido alguna vez un Gran Premio están coloreados de gris oscuro.

El 16 de septiembre de 2024 la FIA presentó el calendario oficial aprobado por el Consejo Mundial del Deporte Motor, el cual cuenta con 24 Grandes Premios.
| Ronda   | Gran Premio                        | Circuito                                        | Fecha            |
| ------- | ---------------------------------- | ----------------------------------------------- | ---------------- |
| 1       | Gran Premio de Australia           | Circuito de Albert Park, Melbourne              | 16 de marzo      |
| 2       | Gran Premio de China               | Circuito Internacional de Shanghái, Shanghái    | 23 de marzo      |
| 3       | Gran Premio de Japón               | Circuito de Suzuka, Suzuka                      | 6 de abril       |
| 4       | Gran Premio de Baréin              | Circuito Internacional de Baréin, Sakhir        | 13 de abril      |
| 5       | Gran Premio de Arabia Saudita      | Circuito de la Corniche de Yeda, Yeda           | 20 de abril      |
| 6       | Gran Premio de Miami               | Autódromo Internacional de Miami, Miami Gardens | 4 de mayo        |
| 7       | Gran Premio de Emilia-Romaña       | Autódromo Enzo e Dino Ferrari, Imola            | 18 de mayo       |
| 8       | Gran Premio de Mónaco              | Circuito de Mónaco, Montecarlo                  | 25 de mayo       |
| 9       | Gran Premio de España              | Circuito de Barcelona-Cataluña, Montmeló        | 1 de junio       |
| 10      | Gran Premio de Canadá              | Circuito Gilles Villeneuve, Montreal            | 15 de junio      |
| 11      | Gran Premio de Austria             | Red Bull Ring, Spielberg                        | 29 de junio      |
| 12      | Gran Premio de Gran Bretaña        | Circuito de Silverstone, Silverstone            | 6 de julio       |
| 13      | Gran Premio de Bélgica             | Circuito de Spa-Francorchamps, Spa              | 27 de julio      |
| 14      | Gran Premio de Hungría             | Hungaroring, Mogyoród                           | 3 de agosto      |
| 15      | Gran Premio de los Países Bajos    | Circuito de Zandvoort, Zandvoort                | 31 de agosto     |
| 16      | Gran Premio de Italia              | Autodromo Nazionale di Monza, Monza             | 7 de septiembre  |
| 17      | Gran Premio de Azerbaiyán          | Circuito callejero de Bakú, Bakú                | 21 de septiembre |
| 18      | Gran Premio de Singapur            | Circuito callejero de Marina Bay, Marina Bay    | 5 de octubre     |
| 19      | Gran Premio de los Estados Unidos  | Circuito de las Américas, Austin                | 19 de octubre    |
| 20      | Gran Premio de la Ciudad de México | Autódromo Hermanos Rodríguez, Ciudad de México  | 26 de octubre    |
| 21      | Gran Premio de São Paulo           | Autódromo José Carlos Pace, São Paulo           | 9 de noviembre   |
| 22      | Gran Premio de Las Vegas           | Circuito callejero de Las Vegas, Las Vegas      | 22 de noviembre  |
| 23      | Gran Premio de Catar               | Circuito Internacional de Losail, Lusail        | 30 de noviembre  |
| 24      | Gran Premio de Abu Dabi            | Circuito Yas Marina, Isla Yas                   | 7 de diciembre   |
| Fuente: |                                    |                                                 |                  |

### Cambios de Grandes Premios
- Debido a un cambio en el Ramadán, las dos primeras carreras de la temporada 2025 en Baréin y Arabia Saudita, se mueven al mes de abril. De este modo, la temporada comenzará en Australia y continuará en China y Japón antes de llegar a Baréin y Arabia Saudita.[50]
- Los carreras de China, Miami, Bélgica, Estados Unidos, São Paulo y Catar se corren bajo el formato sprint.[51]

## Neumáticos
| Nombre del compuesto | Color | Color | Banda de rodadura | Condiciones de circulación | Adherencia | Durabilidad |
| -------------------- | ----- | ----- | ----------------- | -------------------------- | ---------- | ----------- |
| Duro                 | H     |       | Liso              | Seco                       | Baja       | Alta        |
| Medio                | M     |       | Liso              | Seco                       | Media      | Media       |
| Blando               | S     |       | Liso              | Seco                       | Alta       | Baja        |
| Intermedio           | I     |       | Canales           | Mojado                     |            |             |
| De lluvia            | W     |       | Canales           | Mojado                     |            |             |

Para la temporada 2025 se agregó el compuesto blando C6, aumentando la gama de compuestos de seco a 6.
| Identificador | Adherencia  | Durabilidad |
| ------------- | ----------- | ----------- |
| C1            | La más baja | La más alta |
| C2            | Baja        | Alta        |
| C3            | Media       | Media       |
| C4            | Alta        | Baja        |
| C5            | La más alta | La más baja |
| C6            | La más alta | La más baja |

### Neumáticos de seco por carrera
| Compuesto | AUS | CHN | JPN | BHR | ARA | MIA | EMI | MON | ESP | CAN | AUT | GBR | BEL | HUN | NED | ITA | AZE | SIN | USA | MEX | SÃO | LVG | QAT | ABU |
| --------- | --- | --- | --- | --- | --- | --- | --- | --- | --- | --- | --- | --- | --- | --- | --- | --- | --- | --- | --- | --- | --- | --- | --- | --- |
| Duro      | C3  | C2  | C1  | C1  | C3  | C3  | C4  | C4  | C1  | C4  | C3  | C2  | C1  | C3  |     |     |     |     |     |     |     |     |     |     |
| Medio     | C4  | C3  | C2  | C2  | C4  | C4  | C5  | C5  | C2  | C5  | C4  | C3  | C3  | C4  |     |     |     |     |     |     |     |     |     |     |
| Blando    | C5  | C4  | C3  | C3  | C5  | C5  | C6  | C6  | C3  | C6  | C5  | C4  | C4  | C5  |     |     |     |     |     |     |     |     |     |     |

## Resultados
| Ronda   | Fecha                         | Gran Premio | Mapa del circuito    | Resultados                       | Resultados      | Resultados                       | Resultados     |
| ------- | ----------------------------- | --- | -------------------- | -------------------------------- | --------------- | -------------------------------- | -------------- |
| 1       | 14, 15 y 16 de marzo          | Gran Premio de Australia Circuito de Albert Park Longitud: 5,278 km Vueltas: 58 Distancia de carrera: 306,124 km Ganador 2024: Carlos Sainz Jr. - Ferrari                |                      | Libres 1                         | Lando Norris    | Ganador                          | Lando Norris   |
| 1       | 14, 15 y 16 de marzo          | Gran Premio de Australia Circuito de Albert Park Longitud: 5,278 km Vueltas: 58 Distancia de carrera: 306,124 km Ganador 2024: Carlos Sainz Jr. - Ferrari                | Libres 2             | Charles Leclerc                  | 2.º puesto      | Max Verstappen                   |                |
| 1       | 14, 15 y 16 de marzo          | Gran Premio de Australia Circuito de Albert Park Longitud: 5,278 km Vueltas: 58 Distancia de carrera: 306,124 km Ganador 2024: Carlos Sainz Jr. - Ferrari                | Libres 3             | Oscar Piastri                    | 3.er puesto     | George Russell                   |                |
| 1       | 14, 15 y 16 de marzo          | Gran Premio de Australia Circuito de Albert Park Longitud: 5,278 km Vueltas: 58 Distancia de carrera: 306,124 km Ganador 2024: Carlos Sainz Jr. - Ferrari                | Pole position        | Lando Norris (1:15.096)          | Vuelta rápida   | Lando Norris (1:22.167)          |                |
| 1       | 14, 15 y 16 de marzo          | Gran Premio de Australia Circuito de Albert Park Longitud: 5,278 km Vueltas: 58 Distancia de carrera: 306,124 km Ganador 2024: Carlos Sainz Jr. - Ferrari                | Resultados completos |                                  |                 |                                  |                |
| 2       | 21, 22 y 23 de marzo          | Gran Premio de China Circuito Internacional de Shanghái Longitud: 5,451 km Vueltas: 58 Distancia de carrera: 305,256 km Ganador 2024: Max Verstappen - Red Bull          |                      | Libres                           | Lando Norris    | Ganador                          | Oscar Piastri  |
| 2       | 21, 22 y 23 de marzo          | Gran Premio de China Circuito Internacional de Shanghái Longitud: 5,451 km Vueltas: 58 Distancia de carrera: 305,256 km Ganador 2024: Max Verstappen - Red Bull          | Pole position sprint | Lewis Hamilton (1:30.849)        | 2.º puesto      | Lando Norris                     |                |
| 2       | 21, 22 y 23 de marzo          | Gran Premio de China Circuito Internacional de Shanghái Longitud: 5,451 km Vueltas: 58 Distancia de carrera: 305,256 km Ganador 2024: Max Verstappen - Red Bull          | Ganador sprint       | Lewis Hamilton                   | 3.er puesto     | George Russell                   |                |
| 2       | 21, 22 y 23 de marzo          | Gran Premio de China Circuito Internacional de Shanghái Longitud: 5,451 km Vueltas: 58 Distancia de carrera: 305,256 km Ganador 2024: Max Verstappen - Red Bull          | Pole position        | Oscar Piastri (1:30.641)         | Vuelta rápida   | Lando Norris (1:35.454)          |                |
| 2       | 21, 22 y 23 de marzo          | Gran Premio de China Circuito Internacional de Shanghái Longitud: 5,451 km Vueltas: 58 Distancia de carrera: 305,256 km Ganador 2024: Max Verstappen - Red Bull          | Resultados completos |                                  |                 |                                  |                |
| 3       | 4, 5 y 6 de abril             | Gran Premio de Japón Circuito de Suzuka Longitud: 5,807 km Vueltas: 53 Distancia de carrera: 307,741 km Ganador 2024: Max Verstappen - Red Bull                          |                      | Libres 1                         | Lando Norris    | Ganador                          | Max Verstappen |
| 3       | 4, 5 y 6 de abril             | Gran Premio de Japón Circuito de Suzuka Longitud: 5,807 km Vueltas: 53 Distancia de carrera: 307,741 km Ganador 2024: Max Verstappen - Red Bull                          | Libres 2             | Oscar Piastri                    | 2.º puesto      | Lando Norris                     |                |
| 3       | 4, 5 y 6 de abril             | Gran Premio de Japón Circuito de Suzuka Longitud: 5,807 km Vueltas: 53 Distancia de carrera: 307,741 km Ganador 2024: Max Verstappen - Red Bull                          | Libres 3             | Lando Norris                     | 3.er puesto     | Oscar Piastri                    |                |
| 3       | 4, 5 y 6 de abril             | Gran Premio de Japón Circuito de Suzuka Longitud: 5,807 km Vueltas: 53 Distancia de carrera: 307,741 km Ganador 2024: Max Verstappen - Red Bull                          | Pole position        | Max Verstappen (1:26.983)        | Vuelta rápida   | Andrea Kimi Antonelli (1:30.965) |                |
| 3       | 4, 5 y 6 de abril             | Gran Premio de Japón Circuito de Suzuka Longitud: 5,807 km Vueltas: 53 Distancia de carrera: 307,741 km Ganador 2024: Max Verstappen - Red Bull                          | Resultados completos |                                  |                 |                                  |                |
| 4       | 11, 12 y 13 de abril          | Gran Premio de Baréin Circuito Internacional de Baréin Longitud: 5,412 km Vueltas: 57 Distancia de carrera: 308,238 km Ganador 2024: Max Verstappen - Red Bull           |                      | Libres 1                         | Lando Norris    | Ganador                          | Oscar Piastri  |
| 4       | 11, 12 y 13 de abril          | Gran Premio de Baréin Circuito Internacional de Baréin Longitud: 5,412 km Vueltas: 57 Distancia de carrera: 308,238 km Ganador 2024: Max Verstappen - Red Bull           | Libres 2             | Oscar Piastri                    | 2.º puesto      | George Russell                   |                |
| 4       | 11, 12 y 13 de abril          | Gran Premio de Baréin Circuito Internacional de Baréin Longitud: 5,412 km Vueltas: 57 Distancia de carrera: 308,238 km Ganador 2024: Max Verstappen - Red Bull           | Libres 3             | Oscar Piastri                    | 3.er puesto     | Lando Norris                     |                |
| 4       | 11, 12 y 13 de abril          | Gran Premio de Baréin Circuito Internacional de Baréin Longitud: 5,412 km Vueltas: 57 Distancia de carrera: 308,238 km Ganador 2024: Max Verstappen - Red Bull           | Pole position        | Oscar Piastri (1:29.841)         | Vuelta rápida   | Oscar Piastri (1:35.140)         |                |
| 4       | 11, 12 y 13 de abril          | Gran Premio de Baréin Circuito Internacional de Baréin Longitud: 5,412 km Vueltas: 57 Distancia de carrera: 308,238 km Ganador 2024: Max Verstappen - Red Bull           | Resultados completos |                                  |                 |                                  |                |
| 5       | 18, 19 y 20 de abril          | Gran Premio de Arabia Saudita Circuito de la Corniche de Yeda Longitud: 6,175 km Vueltas: 50 Distancia de carrera: 308,750 km Ganador 2024: Max Verstappen - Red Bull    |                      | Libres 1                         | Pierre Gasly    | Ganador                          | Oscar Piastri  |
| 5       | 18, 19 y 20 de abril          | Gran Premio de Arabia Saudita Circuito de la Corniche de Yeda Longitud: 6,175 km Vueltas: 50 Distancia de carrera: 308,750 km Ganador 2024: Max Verstappen - Red Bull    | Libres 2             | Lando Norris                     | 2.º puesto      | Max Verstappen                   |                |
| 5       | 18, 19 y 20 de abril          | Gran Premio de Arabia Saudita Circuito de la Corniche de Yeda Longitud: 6,175 km Vueltas: 50 Distancia de carrera: 308,750 km Ganador 2024: Max Verstappen - Red Bull    | Libres 3             | Lando Norris                     | 3.er puesto     | Charles Leclerc                  |                |
| 5       | 18, 19 y 20 de abril          | Gran Premio de Arabia Saudita Circuito de la Corniche de Yeda Longitud: 6,175 km Vueltas: 50 Distancia de carrera: 308,750 km Ganador 2024: Max Verstappen - Red Bull    | Pole position        | Max Verstappen (1:27.294)        | Vuelta rápida   | Lando Norris (1:31.778)          |                |
| 5       | 18, 19 y 20 de abril          | Gran Premio de Arabia Saudita Circuito de la Corniche de Yeda Longitud: 6,175 km Vueltas: 50 Distancia de carrera: 308,750 km Ganador 2024: Max Verstappen - Red Bull    | Resultados completos |                                  |                 |                                  |                |
| 6       | 2, 3 y 4 de mayo              | Gran Premio de Miami Autódromo Internacional de Miami Longitud: 5,410 km Vueltas: 57 Distancia de carrera: 308,037 km Ganador 2024: Lando Norris - McLaren               |                      | Libres                           | Oscar Piastri   | Ganador                          | Oscar Piastri  |
| 6       | 2, 3 y 4 de mayo              | Gran Premio de Miami Autódromo Internacional de Miami Longitud: 5,410 km Vueltas: 57 Distancia de carrera: 308,037 km Ganador 2024: Lando Norris - McLaren               | Pole position sprint | Andrea Kimi Antonelli (1:26.482) | 2.º puesto      | Lando Norris                     |                |
| 6       | 2, 3 y 4 de mayo              | Gran Premio de Miami Autódromo Internacional de Miami Longitud: 5,410 km Vueltas: 57 Distancia de carrera: 308,037 km Ganador 2024: Lando Norris - McLaren               | Ganador sprint       | Lando Norris                     | 3.er puesto     | George Russell                   |                |
| 6       | 2, 3 y 4 de mayo              | Gran Premio de Miami Autódromo Internacional de Miami Longitud: 5,410 km Vueltas: 57 Distancia de carrera: 308,037 km Ganador 2024: Lando Norris - McLaren               | Pole position        | Max Verstappen (1:26.204)        | Vuelta rápida   | Lando Norris (1:29.746)          |                |
| 6       | 2, 3 y 4 de mayo              | Gran Premio de Miami Autódromo Internacional de Miami Longitud: 5,410 km Vueltas: 57 Distancia de carrera: 308,037 km Ganador 2024: Lando Norris - McLaren               | Resultados completos |                                  |                 |                                  |                |
| 7       | 16, 17 y 18 de mayo           | Gran Premio de Emilia-Romaña Autódromo Enzo e Dino Ferrari Longitud: 4,909 km Vueltas: 63 Distancia de carrera: 309,049 km Ganador 2024: Max Verstappen - Red Bull       |                      | Libres 1                         | Oscar Piastri   | Ganador                          | Max Verstappen |
| 7       | 16, 17 y 18 de mayo           | Gran Premio de Emilia-Romaña Autódromo Enzo e Dino Ferrari Longitud: 4,909 km Vueltas: 63 Distancia de carrera: 309,049 km Ganador 2024: Max Verstappen - Red Bull       | Libres 2             | Oscar Piastri                    | 2.º puesto      | Lando Norris                     |                |
| 7       | 16, 17 y 18 de mayo           | Gran Premio de Emilia-Romaña Autódromo Enzo e Dino Ferrari Longitud: 4,909 km Vueltas: 63 Distancia de carrera: 309,049 km Ganador 2024: Max Verstappen - Red Bull       | Libres 3             | Lando Norris                     | 3.er puesto     | Oscar Piastri                    |                |
| 7       | 16, 17 y 18 de mayo           | Gran Premio de Emilia-Romaña Autódromo Enzo e Dino Ferrari Longitud: 4,909 km Vueltas: 63 Distancia de carrera: 309,049 km Ganador 2024: Max Verstappen - Red Bull       | Pole position        | Oscar Piastri (1:14.670)         | Vuelta rápida   | Max Verstappen (1:17.988)        |                |
| 7       | 16, 17 y 18 de mayo           | Gran Premio de Emilia-Romaña Autódromo Enzo e Dino Ferrari Longitud: 4,909 km Vueltas: 63 Distancia de carrera: 309,049 km Ganador 2024: Max Verstappen - Red Bull       | Resultados completos |                                  |                 |                                  |                |
| 8       | 23, 24 y 25 de mayo           | Gran Premio de Mónaco Circuito de Mónaco Longitud: 3,337 km Vueltas: 78 Distancia de carrera: 260,286 km Ganador 2024: Charles Leclerc - Ferrari                         |                      | Libres 1                         | Charles Leclerc | Ganador                          | Lando Norris   |
| 8       | 23, 24 y 25 de mayo           | Gran Premio de Mónaco Circuito de Mónaco Longitud: 3,337 km Vueltas: 78 Distancia de carrera: 260,286 km Ganador 2024: Charles Leclerc - Ferrari                         | Libres 2             | Charles Leclerc                  | 2.º puesto      | Charles Leclerc                  |                |
| 8       | 23, 24 y 25 de mayo           | Gran Premio de Mónaco Circuito de Mónaco Longitud: 3,337 km Vueltas: 78 Distancia de carrera: 260,286 km Ganador 2024: Charles Leclerc - Ferrari                         | Libres 3             | Charles Leclerc                  | 3.er puesto     | Oscar Piastri                    |                |
| 8       | 23, 24 y 25 de mayo           | Gran Premio de Mónaco Circuito de Mónaco Longitud: 3,337 km Vueltas: 78 Distancia de carrera: 260,286 km Ganador 2024: Charles Leclerc - Ferrari                         | Pole position        | Lando Norris (1:09.954)          | Vuelta rápida   | Lando Norris (1:13.221)          |                |
| 8       | 23, 24 y 25 de mayo           | Gran Premio de Mónaco Circuito de Mónaco Longitud: 3,337 km Vueltas: 78 Distancia de carrera: 260,286 km Ganador 2024: Charles Leclerc - Ferrari                         | Resultados completos |                                  |                 |                                  |                |
| 9       | 30 y 31 de mayo, y 1 de junio | Gran Premio de España Circuito de Barcelona-Cataluña Longitud: 4,675 km Vueltas: 66 Distancia de carrera: 308,550 km Ganador 2024: Max Verstappen - Red Bull             |                      | Libres 1                         | Lando Norris    | Ganador                          | Oscar Piastri  |
| 9       | 30 y 31 de mayo, y 1 de junio | Gran Premio de España Circuito de Barcelona-Cataluña Longitud: 4,675 km Vueltas: 66 Distancia de carrera: 308,550 km Ganador 2024: Max Verstappen - Red Bull             | Libres 2             | Oscar Piastri                    | 2.º puesto      | Lando Norris                     |                |
| 9       | 30 y 31 de mayo, y 1 de junio | Gran Premio de España Circuito de Barcelona-Cataluña Longitud: 4,675 km Vueltas: 66 Distancia de carrera: 308,550 km Ganador 2024: Max Verstappen - Red Bull             | Libres 3             | Oscar Piastri                    | 3.er puesto     | Charles Leclerc                  |                |
| 9       | 30 y 31 de mayo, y 1 de junio | Gran Premio de España Circuito de Barcelona-Cataluña Longitud: 4,675 km Vueltas: 66 Distancia de carrera: 308,550 km Ganador 2024: Max Verstappen - Red Bull             | Pole position        | Oscar Piastri (1:11.546)         | Vuelta rápida   | Oscar Piastri (1:15.743)         |                |
| 9       | 30 y 31 de mayo, y 1 de junio | Gran Premio de España Circuito de Barcelona-Cataluña Longitud: 4,675 km Vueltas: 66 Distancia de carrera: 308,550 km Ganador 2024: Max Verstappen - Red Bull             | Resultados completos |                                  |                 |                                  |                |
| 10      | 13, 14 y 15 de junio          | Gran Premio de Canadá Circuito Gilles Villeneuve Longitud: 4,361 km Vueltas: 70 Distancia de carrera: 305,027 km Ganador 2024: Max Verstappen - Red Bull                 |                      | Libres 1                         | Max Verstappen  | Ganador                          | George Russell |
| 10      | 13, 14 y 15 de junio          | Gran Premio de Canadá Circuito Gilles Villeneuve Longitud: 4,361 km Vueltas: 70 Distancia de carrera: 305,027 km Ganador 2024: Max Verstappen - Red Bull                 | Libres 2             | George Russell                   | 2.º puesto      | Max Verstappen                   |                |
| 10      | 13, 14 y 15 de junio          | Gran Premio de Canadá Circuito Gilles Villeneuve Longitud: 4,361 km Vueltas: 70 Distancia de carrera: 305,027 km Ganador 2024: Max Verstappen - Red Bull                 | Libres 3             | Lando Norris                     | 3.er puesto     | Andrea Kimi Antonelli            |                |
| 10      | 13, 14 y 15 de junio          | Gran Premio de Canadá Circuito Gilles Villeneuve Longitud: 4,361 km Vueltas: 70 Distancia de carrera: 305,027 km Ganador 2024: Max Verstappen - Red Bull                 | Pole position        | George Russell (1:10.899)        | Vuelta rápida   | George Russell (1:14.119)        |                |
| 10      | 13, 14 y 15 de junio          | Gran Premio de Canadá Circuito Gilles Villeneuve Longitud: 4,361 km Vueltas: 70 Distancia de carrera: 305,027 km Ganador 2024: Max Verstappen - Red Bull                 | Resultados completos |                                  |                 |                                  |                |
| 11      | 27, 28 y 29 de junio          | Gran Premio de Austria Red Bull Ring Longitud: 4,318 km Vueltas: 71 Distancia de carrera: 306,452 km Ganador 2024: George Russell - Mercedes                             |                      | Libres 1                         | George Russell  | Ganador                          | Lando Norris   |
| 11      | 27, 28 y 29 de junio          | Gran Premio de Austria Red Bull Ring Longitud: 4,318 km Vueltas: 71 Distancia de carrera: 306,452 km Ganador 2024: George Russell - Mercedes                             | Libres 2             | Lando Norris                     | 2.º puesto      | Oscar Piastri                    |                |
| 11      | 27, 28 y 29 de junio          | Gran Premio de Austria Red Bull Ring Longitud: 4,318 km Vueltas: 71 Distancia de carrera: 306,452 km Ganador 2024: George Russell - Mercedes                             | Libres 3             | Lando Norris                     | 3.er puesto     | Charles Leclerc                  |                |
| 11      | 27, 28 y 29 de junio          | Gran Premio de Austria Red Bull Ring Longitud: 4,318 km Vueltas: 71 Distancia de carrera: 306,452 km Ganador 2024: George Russell - Mercedes                             | Pole position        | Lando Norris (1:03.971)          | Vuelta rápida   | Oscar Piastri (1:07.924)         |                |
| 11      | 27, 28 y 29 de junio          | Gran Premio de Austria Red Bull Ring Longitud: 4,318 km Vueltas: 71 Distancia de carrera: 306,452 km Ganador 2024: George Russell - Mercedes                             | Resultados completos |                                  |                 |                                  |                |
| 12      | 4, 5 y 6 de julio             | Gran Premio de Gran Bretaña Circuito de Silverstone Longitud: 5,891 km Vueltas: 52 Distancia de carrera: 306,198 km Ganador 2024: Lewis Hamilton - Mercedes              |                      | Libres 1                         | Lewis Hamilton  | Ganador                          | Lando Norris   |
| 12      | 4, 5 y 6 de julio             | Gran Premio de Gran Bretaña Circuito de Silverstone Longitud: 5,891 km Vueltas: 52 Distancia de carrera: 306,198 km Ganador 2024: Lewis Hamilton - Mercedes              | Libres 2             | Lando Norris                     | 2.º puesto      | Oscar Piastri                    |                |
| 12      | 4, 5 y 6 de julio             | Gran Premio de Gran Bretaña Circuito de Silverstone Longitud: 5,891 km Vueltas: 52 Distancia de carrera: 306,198 km Ganador 2024: Lewis Hamilton - Mercedes              | Libres 3             | Charles Leclerc                  | 3.er puesto     | Nico Hülkenberg                  |                |
| 12      | 4, 5 y 6 de julio             | Gran Premio de Gran Bretaña Circuito de Silverstone Longitud: 5,891 km Vueltas: 52 Distancia de carrera: 306,198 km Ganador 2024: Lewis Hamilton - Mercedes              | Pole position        | Max Verstappen (1:24.892)        | Vuelta rápida   | Oscar Piastri (1:29.337)         |                |
| 12      | 4, 5 y 6 de julio             | Gran Premio de Gran Bretaña Circuito de Silverstone Longitud: 5,891 km Vueltas: 52 Distancia de carrera: 306,198 km Ganador 2024: Lewis Hamilton - Mercedes              | Resultados completos |                                  |                 |                                  |                |
| 13      | 25, 26 y 27 de julio          | Gran Premio de Bélgica Circuito de Spa-Francorchamps Longitud: 7,004 km Vueltas: 44 Distancia de carrera: 308,052 km Ganador 2024: Lewis Hamilton - Mercedes             |                      | Libres                           | Oscar Piastri   | Ganador                          | Oscar Piastri  |
| 13      | 25, 26 y 27 de julio          | Gran Premio de Bélgica Circuito de Spa-Francorchamps Longitud: 7,004 km Vueltas: 44 Distancia de carrera: 308,052 km Ganador 2024: Lewis Hamilton - Mercedes             | Pole position sprint | Oscar Piastri (1:40.510)         | 2.º puesto      | Lando Norris                     |                |
| 13      | 25, 26 y 27 de julio          | Gran Premio de Bélgica Circuito de Spa-Francorchamps Longitud: 7,004 km Vueltas: 44 Distancia de carrera: 308,052 km Ganador 2024: Lewis Hamilton - Mercedes             | Ganador sprint       | Max Verstappen                   | 3.er puesto     | Charles Leclerc                  |                |
| 13      | 25, 26 y 27 de julio          | Gran Premio de Bélgica Circuito de Spa-Francorchamps Longitud: 7,004 km Vueltas: 44 Distancia de carrera: 308,052 km Ganador 2024: Lewis Hamilton - Mercedes             | Pole position        | Lando Norris (1:40:562)          | Vuelta rápida   | Andrea Kimi Antonelli (1:44.861) |                |
| 13      | 25, 26 y 27 de julio          | Gran Premio de Bélgica Circuito de Spa-Francorchamps Longitud: 7,004 km Vueltas: 44 Distancia de carrera: 308,052 km Ganador 2024: Lewis Hamilton - Mercedes             | Resultados completos |                                  |                 |                                  |                |
| 14      | 1, 2 y 3 de agosto            | Gran Premio de Hungría Hungaroring Longitud: 4,381 km Vueltas: 70 Distancia de carrera: 306,630 km Ganador 2024: Oscar Piastri - McLaren                                 |                      | Libres 1                         | Lando Norris    | Ganador                          | Lando Norris   |
| 14      | 1, 2 y 3 de agosto            | Gran Premio de Hungría Hungaroring Longitud: 4,381 km Vueltas: 70 Distancia de carrera: 306,630 km Ganador 2024: Oscar Piastri - McLaren                                 | Libres 2             | Lando Norris                     | 2.º puesto      | Oscar Piastri                    |                |
| 14      | 1, 2 y 3 de agosto            | Gran Premio de Hungría Hungaroring Longitud: 4,381 km Vueltas: 70 Distancia de carrera: 306,630 km Ganador 2024: Oscar Piastri - McLaren                                 | Libres 3             | Oscar Piastri                    | 3.er puesto     | George Russell                   |                |
| 14      | 1, 2 y 3 de agosto            | Gran Premio de Hungría Hungaroring Longitud: 4,381 km Vueltas: 70 Distancia de carrera: 306,630 km Ganador 2024: Oscar Piastri - McLaren                                 | Pole position        | Charles Leclerc (1:15.372)       | Vuelta rápida   | George Russell (1:19.409)        |                |
| 14      | 1, 2 y 3 de agosto            | Gran Premio de Hungría Hungaroring Longitud: 4,381 km Vueltas: 70 Distancia de carrera: 306,630 km Ganador 2024: Oscar Piastri - McLaren                                 | Resultados completos |                                  |                 |                                  |                |
| 15      | 29, 30 y 31 de agosto         | Gran Premio de los Países Bajos Circuito de Zandvoort Longitud: 4,259 km Vueltas: 72 Distancia de carrera: 306,648 km Ganador 2024: Lando Norris - McLaren               |                      | Libres 1                         | Bandera de ?    | Ganador                          | Bandera de ?   |
| 15      | 29, 30 y 31 de agosto         | Gran Premio de los Países Bajos Circuito de Zandvoort Longitud: 4,259 km Vueltas: 72 Distancia de carrera: 306,648 km Ganador 2024: Lando Norris - McLaren               | Libres 2             | Bandera de ?                     | 2.º puesto      | Bandera de ?                     |                |
| 15      | 29, 30 y 31 de agosto         | Gran Premio de los Países Bajos Circuito de Zandvoort Longitud: 4,259 km Vueltas: 72 Distancia de carrera: 306,648 km Ganador 2024: Lando Norris - McLaren               | Libres 3             | Bandera de ?                     | 3.er puesto     | Bandera de ?                     |                |
| 15      | 29, 30 y 31 de agosto         | Gran Premio de los Países Bajos Circuito de Zandvoort Longitud: 4,259 km Vueltas: 72 Distancia de carrera: 306,648 km Ganador 2024: Lando Norris - McLaren               | Pole position        | Bandera de ?                     | Vuelta rápida   | Bandera de ?                     |                |
| 15      | 29, 30 y 31 de agosto         | Gran Premio de los Países Bajos Circuito de Zandvoort Longitud: 4,259 km Vueltas: 72 Distancia de carrera: 306,648 km Ganador 2024: Lando Norris - McLaren               | Resultados completos |                                  |                 |                                  |                |
| 16      | 5, 6 y 7 de septiembre        | Gran Premio de Italia Autodromo Nazionale di Monza Longitud: 5,793 km Vueltas: 53 Distancia de carrera: 306,720 km Ganador 2024: Charles Leclerc - Ferrari               |                      | Libres 1                         | Bandera de ?    | Ganador                          | Bandera de ?   |
| 16      | 5, 6 y 7 de septiembre        | Gran Premio de Italia Autodromo Nazionale di Monza Longitud: 5,793 km Vueltas: 53 Distancia de carrera: 306,720 km Ganador 2024: Charles Leclerc - Ferrari               | Libres 2             | Bandera de ?                     | 2.º puesto      | Bandera de ?                     |                |
| 16      | 5, 6 y 7 de septiembre        | Gran Premio de Italia Autodromo Nazionale di Monza Longitud: 5,793 km Vueltas: 53 Distancia de carrera: 306,720 km Ganador 2024: Charles Leclerc - Ferrari               | Libres 3             | Bandera de ?                     | 3.er puesto     | Bandera de ?                     |                |
| 16      | 5, 6 y 7 de septiembre        | Gran Premio de Italia Autodromo Nazionale di Monza Longitud: 5,793 km Vueltas: 53 Distancia de carrera: 306,720 km Ganador 2024: Charles Leclerc - Ferrari               | Pole position        | Bandera de ?                     | Vuelta rápida   | Bandera de ?                     |                |
| 16      | 5, 6 y 7 de septiembre        | Gran Premio de Italia Autodromo Nazionale di Monza Longitud: 5,793 km Vueltas: 53 Distancia de carrera: 306,720 km Ganador 2024: Charles Leclerc - Ferrari               | Resultados completos |                                  |                 |                                  |                |
| 17      | 19, 20 y 21 de septiembre     | Gran Premio de Azerbaiyán Circuito callejero de Bakú Longitud: 6,003 km Vueltas: 51 Distancia de carrera: 306,049 km Ganador 2024: Oscar Piastri - McLaren               |                      | Libres 1                         | Bandera de ?    | Ganador                          | Bandera de ?   |
| 17      | 19, 20 y 21 de septiembre     | Gran Premio de Azerbaiyán Circuito callejero de Bakú Longitud: 6,003 km Vueltas: 51 Distancia de carrera: 306,049 km Ganador 2024: Oscar Piastri - McLaren               | Libres 2             | Bandera de ?                     | 2.º puesto      | Bandera de ?                     |                |
| 17      | 19, 20 y 21 de septiembre     | Gran Premio de Azerbaiyán Circuito callejero de Bakú Longitud: 6,003 km Vueltas: 51 Distancia de carrera: 306,049 km Ganador 2024: Oscar Piastri - McLaren               | Libres 3             | Bandera de ?                     | 3.er puesto     | Bandera de ?                     |                |
| 17      | 19, 20 y 21 de septiembre     | Gran Premio de Azerbaiyán Circuito callejero de Bakú Longitud: 6,003 km Vueltas: 51 Distancia de carrera: 306,049 km Ganador 2024: Oscar Piastri - McLaren               | Pole position        | Bandera de ?                     | Vuelta rápida   | Bandera de ?                     |                |
| 17      | 19, 20 y 21 de septiembre     | Gran Premio de Azerbaiyán Circuito callejero de Bakú Longitud: 6,003 km Vueltas: 51 Distancia de carrera: 306,049 km Ganador 2024: Oscar Piastri - McLaren               | Resultados completos |                                  |                 |                                  |                |
| 18      | 3, 4 y 5 de octubre           | Gran Premio de Singapur Circuito callejero de Marina Bay Longitud: 4,940 km Vueltas: 62 Distancia de carrera: 306,143 km Ganador 2024: Lando Norris - McLaren            |                      | Libres 1                         | Bandera de ?    | Ganador                          | Bandera de ?   |
| 18      | 3, 4 y 5 de octubre           | Gran Premio de Singapur Circuito callejero de Marina Bay Longitud: 4,940 km Vueltas: 62 Distancia de carrera: 306,143 km Ganador 2024: Lando Norris - McLaren            | Libres 2             | Bandera de ?                     | 2.º puesto      | Bandera de ?                     |                |
| 18      | 3, 4 y 5 de octubre           | Gran Premio de Singapur Circuito callejero de Marina Bay Longitud: 4,940 km Vueltas: 62 Distancia de carrera: 306,143 km Ganador 2024: Lando Norris - McLaren            | Libres 3             | Bandera de ?                     | 3.er puesto     | Bandera de ?                     |                |
| 18      | 3, 4 y 5 de octubre           | Gran Premio de Singapur Circuito callejero de Marina Bay Longitud: 4,940 km Vueltas: 62 Distancia de carrera: 306,143 km Ganador 2024: Lando Norris - McLaren            | Pole position        | Bandera de ?                     | Vuelta rápida   | Bandera de ?                     |                |
| 18      | 3, 4 y 5 de octubre           | Gran Premio de Singapur Circuito callejero de Marina Bay Longitud: 4,940 km Vueltas: 62 Distancia de carrera: 306,143 km Ganador 2024: Lando Norris - McLaren            | Resultados completos |                                  |                 |                                  |                |
| 19      | 17, 18 y 19 de octubre        | Gran Premio de los Estados Unidos Circuito de las Américas Longitud: 5,513 km Vueltas: 56 Distancia de carrera: 308,405 km Ganador 2024: Charles Leclerc - Ferrari       |                      | Libres                           | Bandera de ?    | Ganador                          | Bandera de ?   |
| 19      | 17, 18 y 19 de octubre        | Gran Premio de los Estados Unidos Circuito de las Américas Longitud: 5,513 km Vueltas: 56 Distancia de carrera: 308,405 km Ganador 2024: Charles Leclerc - Ferrari       | Pole position sprint | Bandera de ?                     | 2.º puesto      | Bandera de ?                     |                |
| 19      | 17, 18 y 19 de octubre        | Gran Premio de los Estados Unidos Circuito de las Américas Longitud: 5,513 km Vueltas: 56 Distancia de carrera: 308,405 km Ganador 2024: Charles Leclerc - Ferrari       | Ganador sprint       | Bandera de ?                     | 3.er puesto     | Bandera de ?                     |                |
| 19      | 17, 18 y 19 de octubre        | Gran Premio de los Estados Unidos Circuito de las Américas Longitud: 5,513 km Vueltas: 56 Distancia de carrera: 308,405 km Ganador 2024: Charles Leclerc - Ferrari       | Pole position        | Bandera de ?                     | Vuelta rápida   | Bandera de ?                     |                |
| 19      | 17, 18 y 19 de octubre        | Gran Premio de los Estados Unidos Circuito de las Américas Longitud: 5,513 km Vueltas: 56 Distancia de carrera: 308,405 km Ganador 2024: Charles Leclerc - Ferrari       | Resultados completos |                                  |                 |                                  |                |
| 20      | 24, 25 y 26 de octubre        | Gran Premio de la Ciudad de México Autódromo Hermanos Rodríguez Longitud: 4,304 km Vueltas: 71 Distancia de carrera: 305,354 km Ganador 2024: Carlos Sainz Jr. - Ferrari |                      | Libres 1                         | Bandera de ?    | Ganador                          | Bandera de ?   |
| 20      | 24, 25 y 26 de octubre        | Gran Premio de la Ciudad de México Autódromo Hermanos Rodríguez Longitud: 4,304 km Vueltas: 71 Distancia de carrera: 305,354 km Ganador 2024: Carlos Sainz Jr. - Ferrari | Libres 2             | Bandera de ?                     | 2.º puesto      | Bandera de ?                     |                |
| 20      | 24, 25 y 26 de octubre        | Gran Premio de la Ciudad de México Autódromo Hermanos Rodríguez Longitud: 4,304 km Vueltas: 71 Distancia de carrera: 305,354 km Ganador 2024: Carlos Sainz Jr. - Ferrari | Libres 3             | Bandera de ?                     | 3.er puesto     | Bandera de ?                     |                |
| 20      | 24, 25 y 26 de octubre        | Gran Premio de la Ciudad de México Autódromo Hermanos Rodríguez Longitud: 4,304 km Vueltas: 71 Distancia de carrera: 305,354 km Ganador 2024: Carlos Sainz Jr. - Ferrari | Pole position        | Bandera de ?                     | Vuelta rápida   | Bandera de ?                     |                |
| 20      | 24, 25 y 26 de octubre        | Gran Premio de la Ciudad de México Autódromo Hermanos Rodríguez Longitud: 4,304 km Vueltas: 71 Distancia de carrera: 305,354 km Ganador 2024: Carlos Sainz Jr. - Ferrari | Resultados completos |                                  |                 |                                  |                |
| 21      | 7, 8 y 9 de noviembre         | Gran Premio de São Paulo Autódromo José Carlos Pace Longitud: 4,309 km Vueltas: 71 Distancia de carrera: 305,879 km Ganador 2024: Max Verstappen - Red Bull              |                      | Libres                           | Bandera de ?    | Ganador                          | Bandera de ?   |
| 21      | 7, 8 y 9 de noviembre         | Gran Premio de São Paulo Autódromo José Carlos Pace Longitud: 4,309 km Vueltas: 71 Distancia de carrera: 305,879 km Ganador 2024: Max Verstappen - Red Bull              | Pole position sprint | Bandera de ?                     | 2.º puesto      | Bandera de ?                     |                |
| 21      | 7, 8 y 9 de noviembre         | Gran Premio de São Paulo Autódromo José Carlos Pace Longitud: 4,309 km Vueltas: 71 Distancia de carrera: 305,879 km Ganador 2024: Max Verstappen - Red Bull              | Ganador sprint       | Bandera de ?                     | 3.er puesto     | Bandera de ?                     |                |
| 21      | 7, 8 y 9 de noviembre         | Gran Premio de São Paulo Autódromo José Carlos Pace Longitud: 4,309 km Vueltas: 71 Distancia de carrera: 305,879 km Ganador 2024: Max Verstappen - Red Bull              | Pole position        | Bandera de ?                     | Vuelta rápida   | Bandera de ?                     |                |
| 21      | 7, 8 y 9 de noviembre         | Gran Premio de São Paulo Autódromo José Carlos Pace Longitud: 4,309 km Vueltas: 71 Distancia de carrera: 305,879 km Ganador 2024: Max Verstappen - Red Bull              | Resultados completos |                                  |                 |                                  |                |
| 22      | 20, 21 y 22 de noviembre      | Gran Premio de Las Vegas Circuito callejero de Las Vegas Longitud: 6,201 km Vueltas: 50 Distancia de carrera: 305,880 km Ganador 2024: George Russell - Mercedes         |                      | Libres 1                         | Bandera de ?    | Ganador                          | Bandera de ?   |
| 22      | 20, 21 y 22 de noviembre      | Gran Premio de Las Vegas Circuito callejero de Las Vegas Longitud: 6,201 km Vueltas: 50 Distancia de carrera: 305,880 km Ganador 2024: George Russell - Mercedes         | Libres 2             | Bandera de ?                     | 2.º puesto      | Bandera de ?                     |                |
| 22      | 20, 21 y 22 de noviembre      | Gran Premio de Las Vegas Circuito callejero de Las Vegas Longitud: 6,201 km Vueltas: 50 Distancia de carrera: 305,880 km Ganador 2024: George Russell - Mercedes         | Libres 3             | Bandera de ?                     | 3.er puesto     | Bandera de ?                     |                |
| 22      | 20, 21 y 22 de noviembre      | Gran Premio de Las Vegas Circuito callejero de Las Vegas Longitud: 6,201 km Vueltas: 50 Distancia de carrera: 305,880 km Ganador 2024: George Russell - Mercedes         | Pole position        | Bandera de ?                     | Vuelta rápida   | Bandera de ?                     |                |
| 22      | 20, 21 y 22 de noviembre      | Gran Premio de Las Vegas Circuito callejero de Las Vegas Longitud: 6,201 km Vueltas: 50 Distancia de carrera: 305,880 km Ganador 2024: George Russell - Mercedes         | Resultados completos |                                  |                 |                                  |                |
| 23      | 28, 29 y 30 de noviembre      | Gran Premio de Catar Circuito Internacional de Losail Longitud: 5,418 km Vueltas: 57 Distancia de carrera: 306,660 km Ganador 2024: Max Verstappen - Red Bull            |                      | Libres                           | Bandera de ?    | Ganador                          | Bandera de ?   |
| 23      | 28, 29 y 30 de noviembre      | Gran Premio de Catar Circuito Internacional de Losail Longitud: 5,418 km Vueltas: 57 Distancia de carrera: 306,660 km Ganador 2024: Max Verstappen - Red Bull            | Pole position sprint | Bandera de ?                     | 2.º puesto      | Bandera de ?                     |                |
| 23      | 28, 29 y 30 de noviembre      | Gran Premio de Catar Circuito Internacional de Losail Longitud: 5,418 km Vueltas: 57 Distancia de carrera: 306,660 km Ganador 2024: Max Verstappen - Red Bull            | Ganador sprint       | Bandera de ?                     | 3.er puesto     | Bandera de ?                     |                |
| 23      | 28, 29 y 30 de noviembre      | Gran Premio de Catar Circuito Internacional de Losail Longitud: 5,418 km Vueltas: 57 Distancia de carrera: 306,660 km Ganador 2024: Max Verstappen - Red Bull            | Pole position        | Bandera de ?                     | Vuelta rápida   | Bandera de ?                     |                |
| 23      | 28, 29 y 30 de noviembre      | Gran Premio de Catar Circuito Internacional de Losail Longitud: 5,418 km Vueltas: 57 Distancia de carrera: 306,660 km Ganador 2024: Max Verstappen - Red Bull            | Resultados completos |                                  |                 |                                  |                |
| 24      | 5, 6 y 7 de diciembre         | Gran Premio de Abu Dabi Circuito Yas Marina Longitud: 5,281 km Vueltas: 58 Distancia de carrera: 306,183 km Ganador 2024: Lando Norris - McLaren                         |                      | Libres 1                         | Bandera de ?    | Ganador                          | Bandera de ?   |
| 24      | 5, 6 y 7 de diciembre         | Gran Premio de Abu Dabi Circuito Yas Marina Longitud: 5,281 km Vueltas: 58 Distancia de carrera: 306,183 km Ganador 2024: Lando Norris - McLaren                         | Libres 2             | Bandera de ?                     | 2.º puesto      | Bandera de ?                     |                |
| 24      | 5, 6 y 7 de diciembre         | Gran Premio de Abu Dabi Circuito Yas Marina Longitud: 5,281 km Vueltas: 58 Distancia de carrera: 306,183 km Ganador 2024: Lando Norris - McLaren                         | Libres 3             | Bandera de ?                     | 3.er puesto     | Bandera de ?                     |                |
| 24      | 5, 6 y 7 de diciembre         | Gran Premio de Abu Dabi Circuito Yas Marina Longitud: 5,281 km Vueltas: 58 Distancia de carrera: 306,183 km Ganador 2024: Lando Norris - McLaren                         | Pole position        | Bandera de ?                     | Vuelta rápida   | Bandera de ?                     |                |
| 24      | 5, 6 y 7 de diciembre         | Gran Premio de Abu Dabi Circuito Yas Marina Longitud: 5,281 km Vueltas: 58 Distancia de carrera: 306,183 km Ganador 2024: Lando Norris - McLaren                         | Resultados completos |                                  |                 |                                  |                |
| Fuente: |                               | |                      |                                  |                 |                                  |                |

## Clasificaciones

### Puntuaciones
Carrera
| Posición | 1.º | 2.º | 3.º | 4.º | 5.º | 6.º | 7.º | 8.º | 9.º | 10.º |
| Puntos   | 25  | 18  | 15  | 12  | 10  | 8   | 6   | 4   | 2   | 1    |

Carrera sprint
| Posición | 1.º | 2.º | 3.º | 4.º | 5.º | 6.º | 7.º | 8.º |
| Puntos   | 8   | 7   | 6   | 5   | 4   | 3   | 2   | 1   |

### Campeonato de Pilotos
| Pos. | N.º | Piloto                | AUS | CHN  | JPN | BHR | ARA | MIA | EMI | MON | ESP | CAN | AUT | GBR | BEL | HUN | NED | ITA | AZE | SIN | USA | MEX | SÃO | LVG | QAT | ABU | Puntos |
| ---- | --- | --------------------- | --- | ---- | --- | --- | --- | --- | --- | --- | --- | --- | --- | --- | --- | --- | --- | --- | --- | --- | --- | --- | --- | --- | --- | --- | ------ |
| 1    | 81  | Oscar Piastri         | 9   | 12   | 3   | 1   | 1   | 12  | 3   | 3   | 1   | 4   | 2   | 2   | 12  | 2   |     |     |     |     |     |     |     |     |     |     | 284    |
| 2    | 4   | Lando Norris          | 1   | 28   | 2   | 3   | 4   | 21  | 2   | 1   | 2   | 18† | 1   | 1   | 23  | 1   |     |     |     |     |     |     |     |     |     |     | 275    |
| 3    | 1   | Max Verstappen        | 2   | 43   | 1   | 6   | 2   | 4   | 1   | 4   | 10  | 2   | Ret | 5   | 41  | 9   |     |     |     |     |     |     |     |     |     |     | 187    |
| 4    | 63  | George Russell        | 3   | 34   | 5   | 2   | 5   | 34  | 7   | 11  | 4   | 1   | 5   | 10  | 5   | 3   |     |     |     |     |     |     |     |     |     |     | 172    |
| 5    | 16  | Charles Leclerc       | 8   | DSQ5 | 4   | 4   | 3   | 7   | 6   | 2   | 3   | 5   | 3   | 14  | 34  | 4   |     |     |     |     |     |     |     |     |     |     | 151    |
| 6    | 44  | Lewis Hamilton        | 10  | DSQ1 | 7   | 5   | 7   | 83  | 4   | 5   | 6   | 6   | 4   | 4   | 7   | 12  |     |     |     |     |     |     |     |     |     |     | 109    |
| 7    | 12  | Andrea Kimi Antonelli | 4   | 67   | 6   | 11  | 6   | 67  | Ret | 18  | Ret | 3   | Ret | Ret | 16  | 10  |     |     |     |     |     |     |     |     |     |     | 64     |
| 8    | 23  | Alexander Albon       | 5   | 7    | 9   | 12  | 9   | 5   | 5   | 9   | Ret | Ret | Ret | 8   | 6   | 15  |     |     |     |     |     |     |     |     |     |     | 54     |
| 9    | 27  | Nico Hülkenberg       | 7   | 15   | 16  | DSQ | 15  | 14  | 12  | 16  | 5   | 8   | 9   | 3   | 12  | 13  |     |     |     |     |     |     |     |     |     |     | 37     |
| 10   | 31  | Esteban Ocon          | 13  | 5    | 18  | 8   | 14  | 12  | Ret | 7   | 16  | 9   | 10  | 13  | 155 | 16  |     |     |     |     |     |     |     |     |     |     | 27     |
| 11   | 14  | Fernando Alonso       | Ret | Ret  | 11  | 15  | 11  | 15  | 11  | Ret | 9   | 7   | 7   | 9   | 17  | 5   |     |     |     |     |     |     |     |     |     |     | 26     |
| 12   | 18  | Lance Stroll          | 6   | 9    | 20  | 17  | 16  | 165 | 15  | 15  | WD  | 17  | 14  | 7   | 14  | 7   |     |     |     |     |     |     |     |     |     |     | 26     |
| 13   | 6   | Isack Hadjar          | DNS | 11   | 8   | 13  | 10  | 11  | 9   | 6   | 7   | 16  | 12  | Ret | 208 | 11  |     |     |     |     |     |     |     |     |     |     | 22     |
| 14   | 10  | Pierre Gasly          | 11  | DSQ  | 13  | 7   | Ret | 138 | 13  | Ret | 8   | 15  | 13  | 6   | 10  | 19  |     |     |     |     |     |     |     |     |     |     | 20     |
| 15   | 30  | Liam Lawson           | Ret | 12   | 17  | 16  | 12  | Ret | 14  | 8   | 11  | Ret | 6   | Ret | 8   | 8   |     |     |     |     |     |     |     |     |     |     | 20     |
| 16   | 55  | Carlos Sainz Jr.      | Ret | 10   | 14  | Ret | 8   | 9   | 8   | 10  | 14  | 10  | DNS | 12  | 186 | 14  |     |     |     |     |     |     |     |     |     |     | 16     |
| 17   | 5   | Gabriel Bortoleto     | Ret | 14   | 19  | 18  | 18  | Ret | 18  | 14  | 12  | 14  | 8   | Ret | 9   | 6   |     |     |     |     |     |     |     |     |     |     | 14     |
| 18   | 22  | Yuki Tsunoda          | 12  | 166  | 12  | 9   | Ret | 106 | 10  | 17  | 13  | 12  | 16  | 15  | 13  | 17  |     |     |     |     |     |     |     |     |     |     | 10     |
| 19   | 87  | Oliver Bearman        | 14  | 8    | 10  | 10  | 13  | Ret | 17  | 12  | 17  | 11  | 11  | 11  | 117 | Ret |     |     |     |     |     |     |     |     |     |     | 8      |
| 20   | 43  | Franco Colapinto      |     |      |     |     |     |     | 16  | 13  | 15  | 13  | 15  | DNS | 19  | 18  |     |     |     |     |     |     |     |     |     |     | 0      |
| 21   | 7   | Jack Doohan           | Ret | 13   | 15  | 14  | 17  | Ret |     |     |     |     |     |     |     |     |     |     |     |     |     |     |     |     |     |     | 0      |
| Pos. | N.º | Piloto                | AUS | CHN  | JPN | BHR | ARA | MIA | EMI | MON | ESP | CAN | AUT | GBR | BEL | HUN | NED | ITA | AZE | SIN | USA | MEX | SÃO | LVG | QAT | ABU | Puntos |

| Color      | Resultado                          |
| ---------- | ---------------------------------- |
| Oro        | Ganador                            |
| Plata      | 2.º puesto                         |
| Bronce     | 3.er puesto                        |
| Verde      | Finalizó en los puntos             |
| Azul       | Finalizó sin puntos                |
| Azul       | NC - No clasificado                |
| Violeta    | Ret - No terminó                   |
| Rojo       | DNQ - No se clasificó              |
| Rojo       | DNPQ - No se preclasificó          |
| Negro      | DSQ - Descalificado                |
| Blanco     | DNS - No empezó                    |
| Blanco     | WD - Retirado                      |
| Blanco     | C - Carrera cancelada              |
| Azul claro | TD - Entrenamientos libres (2003-) |
| Sin color  | DNP - Inscrito, pero no participó  |
| Sin color  | INJ - Inscrito, pero lesionado     |
| Sin color  | EX - Excluido                      |

| Estado  | Resultado                                                                             |
| ------- | ------------------------------------------------------------------------------------- |
| Negrita | Pole position                                                                         |
| Cursiva | Vuelta rápida                                                                         |
| 1-8     | Posiciones puntuables de clasificación sprint (2021-)                                 |
| †       | No acabó el Gran Premio, pero fue clasificado ya que completó el porcentaje necesario |
| ‡       | Monoplaza compartido                                                                  |
| ~       | Se otorgó la mitad de puntos ya que no se cumplió con el 75% de la carrera            |
| ≠       | No obtuvo puntos ya que era piloto invitado                                           |
| F2      | Inscrito para carrera de Fórmula 2, no sumaba puntos                                  |

Fuente: Fórmula 1.

### Campeonato de Constructores
| Pos. | Constructor                  | N.º | AUS | CHN  | JPN | BHR | ARA | MIA | EMI | MON | ESP | CAN | AUT | GBR | BEL | HUN | NED | ITA | AZE | SIN | USA | MEX | SÃO | LVG | QAT | ABU | Puntos |
| ---- | ---------------------------- | --- | --- | ---- | --- | --- | --- | --- | --- | --- | --- | --- | --- | --- | --- | --- | --- | --- | --- | --- | --- | --- | --- | --- | --- | --- | ------ |
| 1    | McLaren-Mercedes             | 4   | 1   | 28   | 2   | 3   | 4   | 21  | 2   | 1   | 2   | 18† | 1   | 1   | 23  | 1   |     |     |     |     |     |     |     |     |     |     | 559    |
| 1    | McLaren-Mercedes             | 81  | 9   | 12   | 3   | 1   | 1   | 12  | 3   | 3   | 1   | 4   | 2   | 2   | 12  | 2   |     |     |     |     |     |     |     |     |     |     | 559    |
| 2    | Ferrari                      | 16  | 8   | DSQ5 | 4   | 4   | 3   | 7   | 6   | 2   | 3   | 5   | 3   | 14  | 34  | 4   |     |     |     |     |     |     |     |     |     |     | 260    |
| 2    | Ferrari                      | 44  | 10  | DSQ1 | 7   | 5   | 7   | 83  | 4   | 5   | 6   | 6   | 4   | 4   | 7   | 12  |     |     |     |     |     |     |     |     |     |     | 260    |
| 3    | Mercedes                     | 12  | 4   | 67   | 6   | 11  | 6   | 67  | Ret | 18  | Ret | 3   | Ret | Ret | 16  | 10  |     |     |     |     |     |     |     |     |     |     | 236    |
| 3    | Mercedes                     | 63  | 3   | 34   | 5   | 2   | 5   | 34  | 7   | 11  | 4   | 1   | 5   | 10  | 5   | 3   |     |     |     |     |     |     |     |     |     |     | 236    |
| 4    | Red Bull-Honda RBPT          | 1   | 2   | 43   | 1   | 6   | 2   | 4   | 1   | 4   | 10  | 2   | Ret | 5   | 41  | 9   |     |     |     |     |     |     |     |     |     |     | 194    |
| 4    | Red Bull-Honda RBPT          | 22  |     |      | 12  | 9   | Ret | 106 | 10  | 17  | 13  | 12  | 16  | 15  | 13  | 17  |     |     |     |     |     |     |     |     |     |     | 194    |
| 4    | Red Bull-Honda RBPT          | 30  | Ret | 12   |     |     |     |     |     |     |     |     |     |     |     |     |     |     |     |     |     |     |     |     |     |     | 194    |
| 5    | Williams-Mercedes            | 23  | 5   | 7    | 9   | 12  | 9   | 5   | 5   | 9   | Ret | Ret | Ret | 8   | 6   | 15  |     |     |     |     |     |     |     |     |     |     | 70     |
| 5    | Williams-Mercedes            | 55  | Ret | 10   | 14  | Ret | 8   | 9   | 8   | 10  | 14  | 10  | DNS | 12  | 186 | 14  |     |     |     |     |     |     |     |     |     |     | 70     |
| 6    | Aston Martin Aramco-Mercedes | 14  | Ret | Ret  | 11  | 15  | 11  | 15  | 11  | Ret | 9   | 7   | 7   | 9   | 17  | 5   |     |     |     |     |     |     |     |     |     |     | 56     |
| 6    | Aston Martin Aramco-Mercedes | 18  | 6   | 9    | 20  | 17  | 16  | 165 | 15  | 15  | WD  | 17  | 14  | 7   | 14  | 7   |     |     |     |     |     |     |     |     |     |     | 56     |
| 7    | Kick Sauber-Ferrari          | 5   | Ret | 14   | 19  | 18  | 18  | Ret | 18  | 14  | 12  | 14  | 8   | Ret | 9   | 6   |     |     |     |     |     |     |     |     |     |     | 51     |
| 7    | Kick Sauber-Ferrari          | 27  | 7   | 15   | 16  | DSQ | 15  | 14  | 12  | 16  | 5   | 8   | 9   | 3   | 12  | 13  |     |     |     |     |     |     |     |     |     |     | 51     |
| 8    | Racing Bulls-Honda RBPT      | 6   | DNS | 11   | 8   | 13  | 10  | 11  | 9   | 6   | 7   | 16  | 12  | Ret | 208 | 11  |     |     |     |     |     |     |     |     |     |     | 45     |
| 8    | Racing Bulls-Honda RBPT      | 22  | 12  | 166  |     |     |     |     |     |     |     |     |     |     |     |     |     |     |     |     |     |     |     |     |     |     | 45     |
| 8    | Racing Bulls-Honda RBPT      | 30  |     |      | 17  | 16  | 12  | Ret | 14  | 8   | 11  | Ret | 6   | Ret | 8   | 8   |     |     |     |     |     |     |     |     |     |     | 45     |
| 9    | Haas-Ferrari                 | 31  | 13  | 5    | 18  | 8   | 14  | 12  | Ret | 7   | 16  | 9   | 10  | 13  | 155 | 16  |     |     |     |     |     |     |     |     |     |     | 35     |
| 9    | Haas-Ferrari                 | 87  | 14  | 8    | 10  | 10  | 13  | Ret | 17  | 12  | 17  | 11  | 11  | 11  | 117 | Ret |     |     |     |     |     |     |     |     |     |     | 35     |
| 10   | Alpine-Renault               | 7   | Ret | 13   | 15  | 14  | 17  | Ret |     |     |     |     |     |     |     |     |     |     |     |     |     |     |     |     |     |     | 20     |
| 10   | Alpine-Renault               | 10  | 11  | DSQ  | 13  | 7   | Ret | 138 | 13  | Ret | 8   | 15  | 13  | 6   | 10  | 19  |     |     |     |     |     |     |     |     |     |     | 20     |
| 10   | Alpine-Renault               | 43  |     |      |     |     |     |     | 16  | 13  | 15  | 13  | 15  | DNS | 19  | 18  |     |     |     |     |     |     |     |     |     |     | 20     |
| Pos. | Constructor                  | N.º | AUS | CHN  | JPN | BHR | ARA | MIA | EMI | MON | ESP | CAN | AUT | GBR | BEL | HUN | NED | ITA | AZE | SIN | USA | MEX | SÃO | LVG | QAT | ABU | Puntos |

| Color      | Resultado                          |
| ---------- | ---------------------------------- |
| Oro        | Ganador                            |
| Plata      | 2.º puesto                         |
| Bronce     | 3.er puesto                        |
| Verde      | Finalizó en los puntos             |
| Azul       | Finalizó sin puntos                |
| Azul       | NC - No clasificado                |
| Violeta    | Ret - No terminó                   |
| Rojo       | DNQ - No se clasificó              |
| Rojo       | DNPQ - No se preclasificó          |
| Negro      | DSQ - Descalificado                |
| Blanco     | DNS - No empezó                    |
| Blanco     | WD - Retirado                      |
| Blanco     | C - Carrera cancelada              |
| Azul claro | TD - Entrenamientos libres (2003-) |
| Sin color  | DNP - Inscrito, pero no participó  |
| Sin color  | INJ - Inscrito, pero lesionado     |
| Sin color  | EX - Excluido                      |

| Estado  | Resultado                                                                             |
| ------- | ------------------------------------------------------------------------------------- |
| Negrita | Pole position                                                                         |
| Cursiva | Vuelta rápida                                                                         |
| 1-8     | Posiciones puntuables de clasificación sprint (2021-)                                 |
| †       | No acabó el Gran Premio, pero fue clasificado ya que completó el porcentaje necesario |
| ‡       | Monoplaza compartido                                                                  |
| ~       | Se otorgó la mitad de puntos ya que no se cumplió con el 75% de la carrera            |
| ≠       | No obtuvo puntos ya que era piloto invitado                                           |
| F2      | Inscrito para carrera de Fórmula 2, no sumaba puntos                                  |

Fuente: Fórmula 1.

### Estadísticas del Campeonato de Pilotos
| Pos. | Piloto                | Escudería             | Grandes Premios | Victorias | Podios | Poles | Vueltas rápidas | Vueltas lideradas | Puntos |
| ---- | --------------------- | --------------------- | --------------- | --------- | ------ | ----- | --------------- | ----------------- | ------ |
| 1    | Oscar Piastri         | McLaren               | 14              | 6         | 12     | 4     | 4               | 320               | 284    |
| 2    | Lando Norris          | McLaren               | 14              | 5         | 12     | 4     | 5               | 230               | 275    |
| 3    | Max Verstappen        | Red Bull              | 14              | 2         | 5      | 4     | 1               | 188               | 187    |
| 4    | George Russell        | Mercedes              | 14              | 1         | 6      | 1     | 2               | 43                | 172    |
| 5    | Charles Leclerc       | Ferrari               | 14              |           | 5      | 1     |                 | 48                | 151    |
| 6    | Lewis Hamilton        | Ferrari               | 14              |           |        |       |                 | 2                 | 109    |
| 7    | Andrea Kimi Antonelli | Mercedes              | 14              |           | 1      |       | 2               | 11                | 64     |
| 8    | Alexander Albon       | Williams              | 14              |           |        |       |                 | 1                 | 54     |
| 9    | Nico Hülkenberg       | Kick Sauber           | 14              |           | 1      |       |                 |                   | 37     |
| 10   | Esteban Ocon          | Haas                  | 14              |           |        |       |                 |                   | 27     |
| 11   | Fernando Alonso       | Aston Martin Aramco   | 14              |           |        |       |                 |                   | 26     |
| 12   | Lance Stroll          | Aston Martin Aramco   | 14 (13)         |           |        |       |                 |                   | 26     |
| 13   | Isack Hadjar          | Racing Bulls          | 14 (13)         |           |        |       |                 |                   | 22     |
| 14   | Pierre Gasly          | Alpine                | 14              |           |        |       |                 |                   | 20     |
| 15   | Liam Lawson           | Red Bull Racing Bulls | 14              |           |        |       |                 |                   | 20     |
| 16   | Carlos Sainz Jr.      | Williams              | 14 (13)         |           |        |       |                 |                   | 16     |
| 17   | Gabriel Bortoleto     | Kick Sauber           | 14              |           |        |       |                 |                   | 14     |
| 18   | Yuki Tsunoda          | Racing Bulls Red Bull | 14              |           |        |       |                 |                   | 10     |
| 19   | Oliver Bearman        | Haas                  | 14              |           |        |       |                 |                   | 8      |
| 20   | Franco Colapinto      | Alpine                | 8 (7)           |           |        |       |                 |                   | 0      |
| 21   | Jack Doohan           | Alpine                | 6               |           |        |       |                 |                   | 0      |

### Estadísticas del Campeonato de Constructores
| Pos. | Constructor         | Chasis   | Motor      | Grandes Premios | Victorias | Podios | Poles | Vueltas rápidas | Vueltas lideradas | Puntos |
| ---- | ------------------- | -------- | ---------- | --------------- | --------- | ------ | ----- | --------------- | ----------------- | ------ |
| 1    | McLaren             | MCL39    | Mercedes   | 14              | 11        | 24     | 8     | 9               | 550               | 559    |
| 2    | Ferrari             | SF-25    | Ferrari    | 14              |           | 5      | 1     |                 | 50                | 260    |
| 3    | Mercedes            | W16      | Mercedes   | 14              | 1         | 6      | 1     | 4               | 54                | 236    |
| 4    | Red Bull            | RB21     | Honda RBPT | 14              | 2         | 5      | 4     | 1               | 188               | 194    |
| 5    | Williams            | FW47     | Mercedes   | 14              |           |        |       |                 | 1                 | 70     |
| 6    | Aston Martin Aramco | AMR25    | Mercedes   | 14              |           |        |       |                 |                   | 56     |
| 7    | Kick Sauber         | C45      | Ferrari    | 14              |           | 1      |       |                 |                   | 51     |
| 8    | Racing Bulls        | VCARB 02 | Honda RBPT | 14              |           |        |       |                 |                   | 45     |
| 9    | Haas                | VF-25    | Ferrari    | 14              |           |        |       |                 |                   | 35     |
| 10   | Alpine              | A525     | Renault    | 14              |           |        |       |                 |                   | 20     |

### Citas
1. ↑  «Lando Norris renueva por varios años con McLaren y no espera a Red Bull». MARCA. 26 de enero de 2024. Consultado el 11 de abril de 2024.
2. ↑  «Oscar Piastri renueva con McLaren». MARCA. 20 de septiembre de 2023. Consultado el 11 de abril de 2024.
3. ↑  «Leclerc renueva con Ferrari». MARCA. 25 de enero de 2024. Consultado el 11 de abril de 2024.
4. 1 2  «Oficial: Lewis Hamilton a Ferrari». MARCA. 1 de febrero de 2024. Consultado el 11 de abril de 2024.
5. ↑  «VERSTAPPEN RENOVA COM RED BULL ATÉ O FIM DE 2028; CONTRATO É O MAIS LONGO DA HISTÓRIA DA F1». motorsport.uol.com.br (en portugués). Motorsport Network. 3 de marzo de 2022. Consultado el 13 de abril de 2024.
6. 1 2 3  «Oficial: Red Bull reemplaza a Lawson por Tsunoda desde GP de Japón». ESPN. 27 de marzo de 2025. Consultado el 27 de marzo de 2025.
7. 1 2  «Red Bull confirma a Liam Lawson como piloto principal para la F12025». lat.motorsport.com. 19 de diciembre de 2024. Consultado el 19 de diciembre de 2024.
8. 1 2  «OFICIAL: Andrea Kimi Antonelli será el sucesor de Hamilton en Mercedes desde 2025». 31 de agosto de 2024. Consultado el 31 de agosto de 2024.
9. ↑  «Hamilton y Russell renuevan con Mercedes y se termina la novela». MARCA. 31 de agosto de 2023. Consultado el 11 de abril de 2024.
10. ↑  «Fernando Alonso se queda en Aston Martin». MARCA. 11 de abril de 2024. Consultado el 11 de abril de 2024.
11. ↑  Hermoso, Pol (27 de junio de 2024). «Lance Stroll renueva con Aston Martin». Marca. Consultado el 27 de junio de 2024.
12. 1 2  al Día «OFICIAL: Jack Doohan debutará en Fórmula 1 con Alpine en 2025». 23 de agosto de 2024. Consultado el 23 de agosto de 2024.
13. ↑  «Balance 2025 • STATS F1». STATS F1. Consultado el 4 de abril de 2025.
14. ↑  «OFICIAL: Gasly renueva con Alpine por varios años». F1 al Día. 27 de junio de 2024. Consultado el 27 de junio de 2024.
15. 1 2  «Franco Colapinto reemplaza a Doohan en Alpine». Motor1. 7 de mayo de 2025. Consultado el 7 de mayo de 2025.
16. 1 2  «OFICIAL: Esteban Ocon ficha por Haas para la temporada 2025». F1AlDía.com. 25 de julio de 2024. Consultado el 25 de julio de 2024.
17. 1 2  «Oliver Bearman ficha por Haas para 2025». MARCA. 4 de julio de 2024. Consultado el 4 de julio de 2024.
18. 1 2  Otrosky, Juan Pablo (20 de diciembre de 2024). «Racing Bulls anuncia a Hadjar como sustituto de Lawson y completa alineación de F1 2025 - Noticia de F1». Grande Prêmio en Español. Consultado el 20 de diciembre de 2024.
19. ↑  Faturos, Federico (8 de junio de 2024). «RB CONFIRMA A TSUNODA PARA LA TEMPORADA 2025 DE FÓRMULA 1». Motorsport.com. Motorsport Network. Consultado el 8 de junio de 2024.
20. ↑  «ALBON TIED TO WILLIAMS UNTIL THE END OF F1 2025, CLARIFIES VOWLES». Motorsport.com (en inglés). Motorsport Network. 5 de febrero de 2024. Consultado el 13 de abril de 2024.
21. 1 2  «Oficial: Carlos Sainz ficha por Williams con un contrato hasta 2026 y ampliable». El Confidencial. 29 de julio de 2024. Consultado el 29 de julio de 2024.
22. 1 2  «OFICIAL: Gabriel Bortoleto debutará en F1 con Sauber en 2025 y será piloto de Audi». 6 de noviembre de 2024. Consultado el 6 de noviembre de 2024.
23. 1 2  «OFICIAL: Nico Hülkenberg dejará Haas a final de año y ficha por Stake Sauber para 2025». F1 al Día. 26 de abril de 2024. Consultado el 26 de abril de 2024.
24. ↑  «2025 FIA Formula One World Championship Entry List». Fédération Internationale de l'Automobile (en inglés). 13 de diciembre de 2024. Consultado el 13 de diciembre de 2024.
25. ↑  «2025 Australian Grand Prix – Entry List» (PDF). Fédération Internationale de l'Automobile (en inglés). 14 de marzo de 2025. Consultado el 13 de marzo de 2025.
«2025 Chinese Grand Prix – Entry List» (PDF). Fédération Internationale de l'Automobile (en inglés). 21 de marzo de 2025. Consultado el 21 de marzo de 2025.
«2025 Japanese Grand Prix – Entry List» (PDF). Fédération Internationale de l'Automobile (en inglés). 4 de abril de 2025. Consultado el 4 de abril de 2025.
«2025 Bahrain Grand Prix – Entry List» (PDF). Fédération Internationale de l'Automobile (en inglés). 11 de abril de 2025. Consultado el 11 de abril de 2025.
«2025 Saudi Arabian Grand Prix – Entry List» (PDF). Fédération Internationale de l'Automobile (en inglés). 18 de abril de 2025. Consultado el 18 de abril de 2025.
«2025 Miami Grand Prix – Entry List» (PDF). Fédération Internationale de l'Automobile (en inglés). 2 de mayo de 2025. Consultado el 3 de mayo de 2025.
«2025 Emilia Romagna Grand Prix – Entry List» (PDF). Fédération Internationale de l'Automobile (en inglés). 16 de mayo de 2025. Consultado el 16 de mayo de 2025.
«2025 Monaco Grand Prix – Entry List» (PDF). Fédération Internationale de l'Automobile (en inglés). 23 de mayo de 2025. Consultado el 23 de mayo de 2025.
«2025 Spanish Grand Prix – Entry List» (PDF). Fédération Internationale de l'Automobile (en inglés). 30 de mayo de 2025. Consultado el 30 de mayo de 2025.
«2025 Canadian Grand Prix – Entry List» (PDF). Fédération Internationale de l'Automobile (en inglés). 13 de junio de 2025. Consultado el 13 de junio de 2025.
«2025 Austrian Grand Prix – Entry List» (PDF). Fédération Internationale de l'Automobile (en inglés). 27 de junio de 2025. Consultado el 27 de junio de 2025.
«2025 British Grand Prix – Entry List» (PDF). Fédération Internationale de l'Automobile (en inglés). 4 de julio de 2025. Consultado el 4 de julio de 2025.
«2025 Belgian Grand Prix – Entry List» (PDF). Fédération Internationale de l'Automobile (en inglés). 25 de julio de 2025. Consultado el 25 de julio de 2025.
«2025 Hungarian Grand Prix – Entry List» (PDF). Fédération Internationale de l'Automobile (en inglés). 1 de agosto de 2025. Consultado el 1 de agosto de 2025.
26. ↑  «BWT Alpine Formula One Team enters into agreement with Williams Racing to secure services of Franco Colapinto on multi-year deal». Alpine (en inglés). 9 de enero de 2025. Consultado el 9 de enero de 2025.
27. ↑  «Haas F1 anuncia la salida de Kevin Magnussen y acerca a Esteban Ocon». Car and Driver. 18 de julio de 2024. Consultado el 18 de julio de 2024.
28. ↑  Carruébano, Estefanía D. (3 de junio de 2024). «OFICIAL: Esteban Ocon se marcha de Alpine al final de 2024». SoyMotor.com. Consultado el 3 de junio de 2024.
29. ↑  «Sauber anuncia el ingreso de Bortoleto y la salida de Bottas y Zhou del equipo de F1». Campeones. 6 de noviembre de 2024. Consultado el 6 de noviembre de 2024.
30. ↑  «Checo Pérez dejó de ser piloto de Red Bull en F1, es oficial».
31. ↑  «RB vuelve a cambiar de nombre para 2025 y será Racing Bulls oficialmente». 1 de noviembre de 2024. Consultado el 8 de diciembre de 2024.
32. ↑  «Atlassian se convierte en patrocinador principal del equipo Williams de F1». La Nación. 11 de febrero de 2025. Consultado el 11 de febrero de 2025.
33. ↑  Nebot, Nicolás (19 de marzo de 2024). «El equipo Sauber de Fórmula 1 cambiará de nombre en carreras como el GP de Australia». Car and Driver. Consultado el 14 de marzo de 2025.
34. ↑  «Renunció el director de Alpine y Flavio Briatore asume todo el poder: ¿cómo afecta a Colapinto?». El Gráfico. 6 de mayo de 2025. Consultado el 8 de mayo de 2025.
35. ↑  «McLaren, ecco le prime immagini della MCL39: shakedown a Silverstone in livrea mimetica». FormulaPassion.it (en italiano). 13 de febrero de 2025. Consultado el 20 de marzo de 2025.
36. ↑  «Williams announces date for 2025 F1 car launch». Autosport (en inglés). Motorsport Network. 9 de enero de 2025. Consultado el 20 de marzo de 2025.
37. ↑  «F1 | Haas VF-25: esordio in pista il 16 febbraio, sarà diversa dalla Ferrari». it.motorsport.com (en italiano). Motorsport Network. 21 de enero de 2025. Consultado el 20 de marzo de 2025.
38. ↑  «F1, presentata la nuova Ferrari a Londra durante la festa per i 75 anni del campionato». ilsole24ore.com (en italiano). 19 de febrero de 2025. Consultado el 20 de marzo de 2025.
39. ↑  «Ready to hustle harder: Stake F1 Team Kick Sauber unveils the C45». Sauber Group (en inglés). 18 de febrero de 2025. Consultado el 20 de marzo de 2025.
40. ↑  «F1 | Racing Bulls: la VCARB 02 fa il suo esordio a Imola con Tsunoda». it.motorsport.com (en italiano). Motorsport Network. 19 de febrero de 2025. Consultado el 20 de marzo de 2025.
41. ↑  «Aston Martin AMR25: il team ufficializza la data di presentazione». FormulaPassion.it (en italiano). 5 de febrero de 2025. Consultado el 20 de marzo de 2025.
42. ↑  «F1 | Alpine: svelata la A525 di Gasly e Doohan con il debutto nel filmino day». it.motorsport.com (en italiano). Motorsport Network. 24 de febrero de 2025. Consultado el 20 de marzo de 2025.
43. ↑  «Ufficiale: Mercedes presenterà la W16 lunedì 24 febbraio». FormulaPassion.it (en italiano). 27 de enero de 2025. Consultado el 20 de marzo de 2025.
44. ↑  «La Red Bull RB21 si svela in Bahrain il 25 febbraio». Motociclismo.pt (en italiano). 1 de febrero de 2025. Consultado el 20 de marzo de 2025.
45. ↑  «F1 and FIA confirm Bahrain to host 2025 pre-season testing». Fórmula 1 (en inglés). Formula One World Championship Limited. 16 de septiembre de 2024. Consultado el 24 de febrero de 2025.
46. ↑  «Norris sets the pace as first day of pre-season testing in Bahrain concludes». Fórmula 1 (en inglés). Formula One World Championship Limited. 26 de febrero de 2025. Consultado el 26 de febrero de 2025.
47. ↑  «Sainz tops the timesheets ahead of Hamilton on Day 2 of pre-season testing in Bahrain». Fórmula 1 (en inglés). Formula One World Championship Limited. 27 de febrero de 2025. Consultado el 27 de febrero de 2025.
48. ↑  «Russell goes fastest on final day of pre-season testing in Bahrain». Fórmula 1 (en inglés). Formula One World Championship Limited. 28 de febrero de 2025. Consultado el 28 de febrero de 2025.
49. ↑  «FIA and Formula 1 announce calendar for 2025». Fórmula 1 (en inglés). Formula One World Championship Limited. 12 de abril de 2024. Consultado el 13 de abril de 2024.
50. ↑  «Barcelona recupera el mes de mayo y se seguirá llamando Gran Premio de España en 2025». MARCA. 12 de abril de 2024. Consultado el 12 de abril de 2024.
51. ↑  «FIA and Formula 1 announce 2025 Sprint calendar». Fórmula 1 (en inglés). Formula One World Championship Limited. 11 de julio de 2024. Consultado el 14 de julio de 2024.
52. ↑  Motor, A. S. (14 de marzo de 2025). «Tipos, compuestos y qué significa cada color de los neumáticos de F1». Diario AS. Consultado el 2 de abril de 2025.
53. ↑  «2025 RACE RESULTS». Fórmula 1 (en inglés). Formula One World Championship Limited. Consultado el 15 de marzo de 2025.
54. ↑  «2025 Driver Standings». Fórmula 1 (en inglés). Formula One World Championship Limited. Consultado el 15 de marzo de 2025.
55. ↑  «2025 Constructor Standings». Fórmula 1 (en inglés). Formula One World Championship Limited. Consultado el 15 de marzo de 2025.